# Roberto Tjon-A-Meeuw
Roberto Tjon-A-Meeuw (Paramaribo, 1969) is een Surinaams-Nederlands activist en  beeldend kunstenaar. Sinds 2014 woont hij in Curaçao.

## Leven en werk
Tjon-A-Meeuw is geboren in Suriname. Van zijn zesde tot zijn twaalfde woonde hij in Nederland, daarna weer in Suriname. In 1981 werd hij opgeroepen voor militaire dienst en ging terug naar Nederland. Aanvankelijk vond hij het leger geweldig en na zijn dienstplicht tekende hij bij voor vijf jaar. Hij werkte als monteur bij de luchtmobiele brigade en ging mee op een VN-missie naar Srebrenica. Daar ervoer hij een andere kant van het leger en kon op eigen verzoek eervol afzwaaien. Na een tijd als dj en in de handel te hebben gewerkt, vertrok hij in 1999 weer naar Suriname om zijn moeder te helpen bij het bouwen van een pompstation langs de Oost-Westverbinding.
In Suriname werkte Tjon-A-Meeuw als loodgieter, meubelmaker en klusjesman en begon te schilderen. Hij raakte steeds meer betrokken bij sociale projecten, zoals de ‘fatu bangi’ (een bank waarop men ‘fatu’s’: smakelijke verhalen, vertelt) en Villa Zapakara. Als ondergrond voor zijn schilderijen gebruikte hij allerlei gerecyclede materialen. In 1993 kreeg hij de gelegenheid twintig kunstwerken tentoon te stellen. De tentoonstelling werd een succes omdat in Suriname niemand eerder iets dergelijks had gezien, en werd het startpunt voor zijn leven als fulltime kunstenaar. Zijn missie was vanaf het begin mensen wakker te schudden en hij probeert zijn liefde voor de natuur en duurzaamheid te integreren in al zijn opdrachten.
In 2009 kwam hij op uitnodiging van het Centrum Beeldende Kunst als artist in residence voor drie maanden naar de Rotterdamse wijk Charlois. Hij had twee spuitsjablonen meegenomen uit Suriname, verf kreeg hij van vrienden en al zijn overige materiaal was afval van andere kunstenaars en grofvuil dat hij op straat vond. In 2011 waren de fatu bangui die hij in Rotterdam gemaakt had onderdeel van de kunstroute ArtZuid en gingen later naar de Bijlmer.
In 2014 verhuisde hij met zijn gezin naar Curaçao, waar zijn vrouw vandaan komt. Hij raakte nog meer geïnteresseerd in en betrokken bij de toekomst van de Aarde, en ging steeds vaker weggegooide materialen verwerken, turning trash into treasure. Ook nam hij steeds vaker deel aan community art projects. Samen met leerlingen van basisscholen onder leiding van stichting GreenKidz maakte hij van plastic afval het grote, kleurige kunstwerk Government Fish in Parke Leyba, Scharloo, in het kader van de Curaçao Clean Up 2016. In 2019 versierde hij samen met Green Kidz de muur die het stadsstrand afscheidt van hotel Scuba Lodge met verschillende zeewezens van plastic dat was aangespoeld aan de noordkust. In hetzelfde jaar maakte hij samen met 64 lokale tieners een installatie van kleurige vlaggen gemaakt van gerecyclede kites, waarmee hij aandacht vroeg voor het bedreigde onderwaterleven tijdens het ‘LEVE 2019’-kunstevent in Tobago. Eerder maakte hij al een installatie van duizend ‘SOS-kites’ tijdens Festival Tweetakt in Nederland.
In 2022 maakten vijftien leerlingen van de Schotborghschool in Koraal Specht onder leiding van Tjon A Meeuw een muurschildering en verschillende afvalkunstwerken voor het LionsDive Beach Resort. In 2023 had hij een solo-expositie in Landhuis Bloemhof; zijn kunstwerk De Leusden werd daarna geveild ten bate van surflessen aan kansarme kinderen.
Naast zijn werk als kunstenaar heeft Tjon-A-Meeuw een passie voor surfen. Zijn ideaal is surfles geven aan probleemjongeren op Curaçao, als remedie tegen de jeugdcriminaliteit.

## Waardering
Roberto Tjon-A-Meeuw was een van de drie kunstenaars die een persoonlijke toelichting op hun werk mochten geven tijdens het bezoek van prinses Beatrix aan Beeldentuin Blue Bay in 2021. De andere waren zijn inspirator Yubi Kirindongo en beeldend kunstenaar Avantia Damberg.

## Selectie van werken

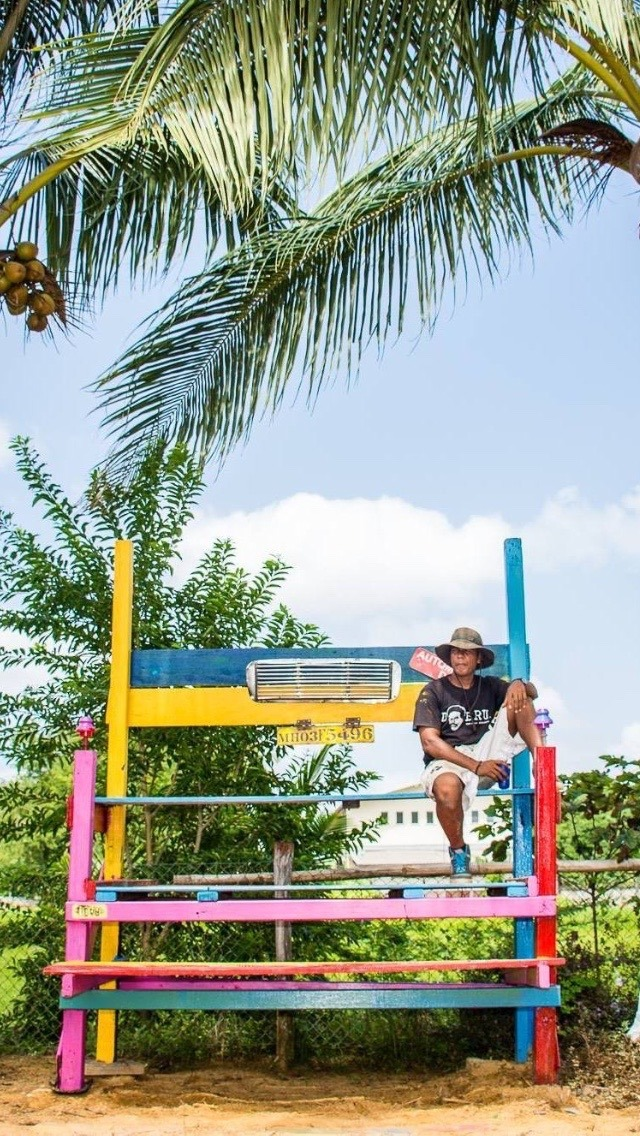
Fatu Bangi
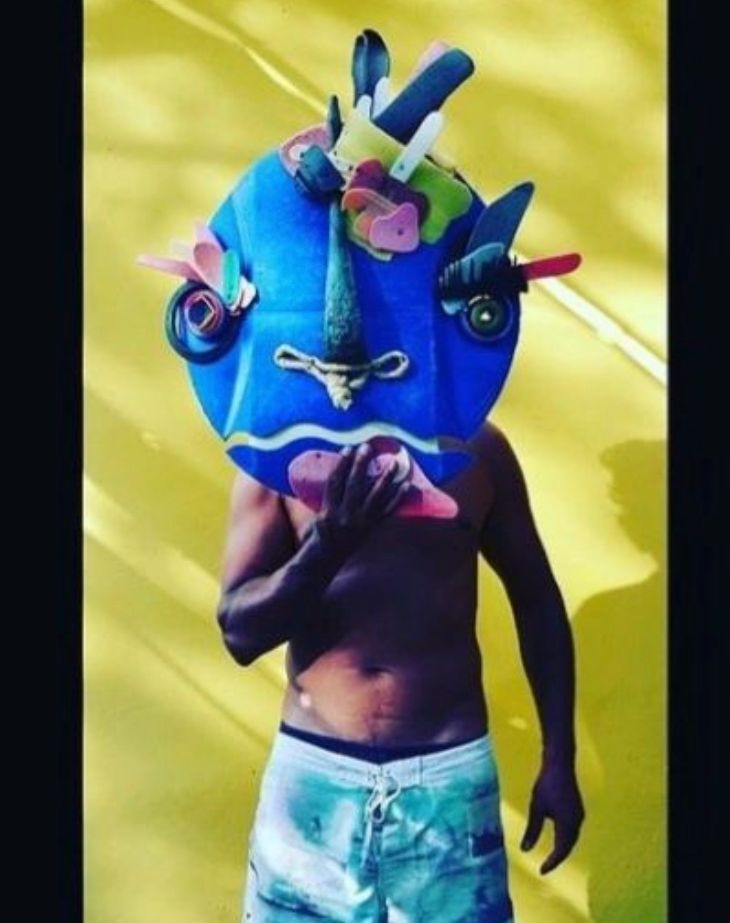
Mask man in the mirror - Oceanplastics
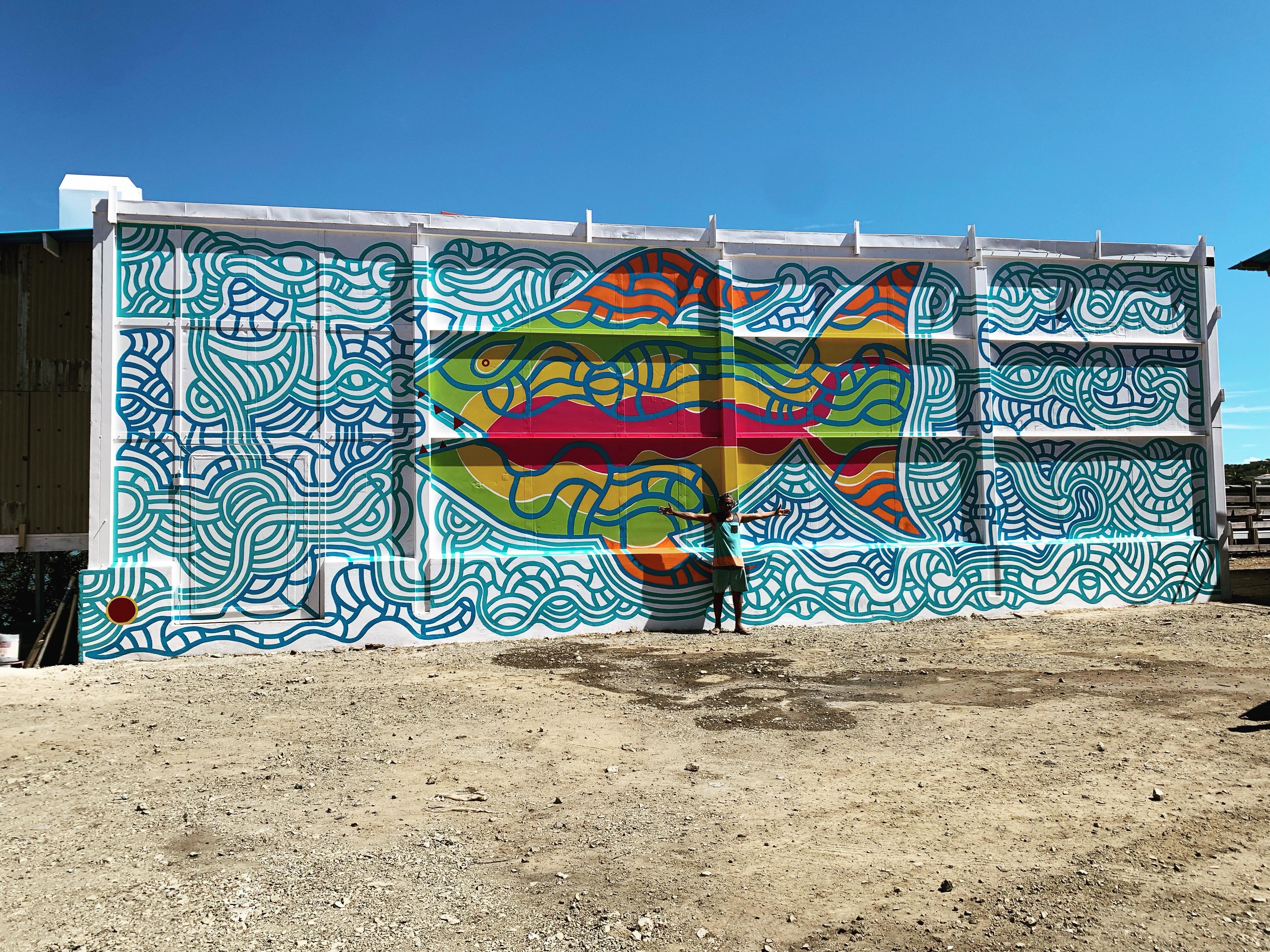
Clean oceans mural
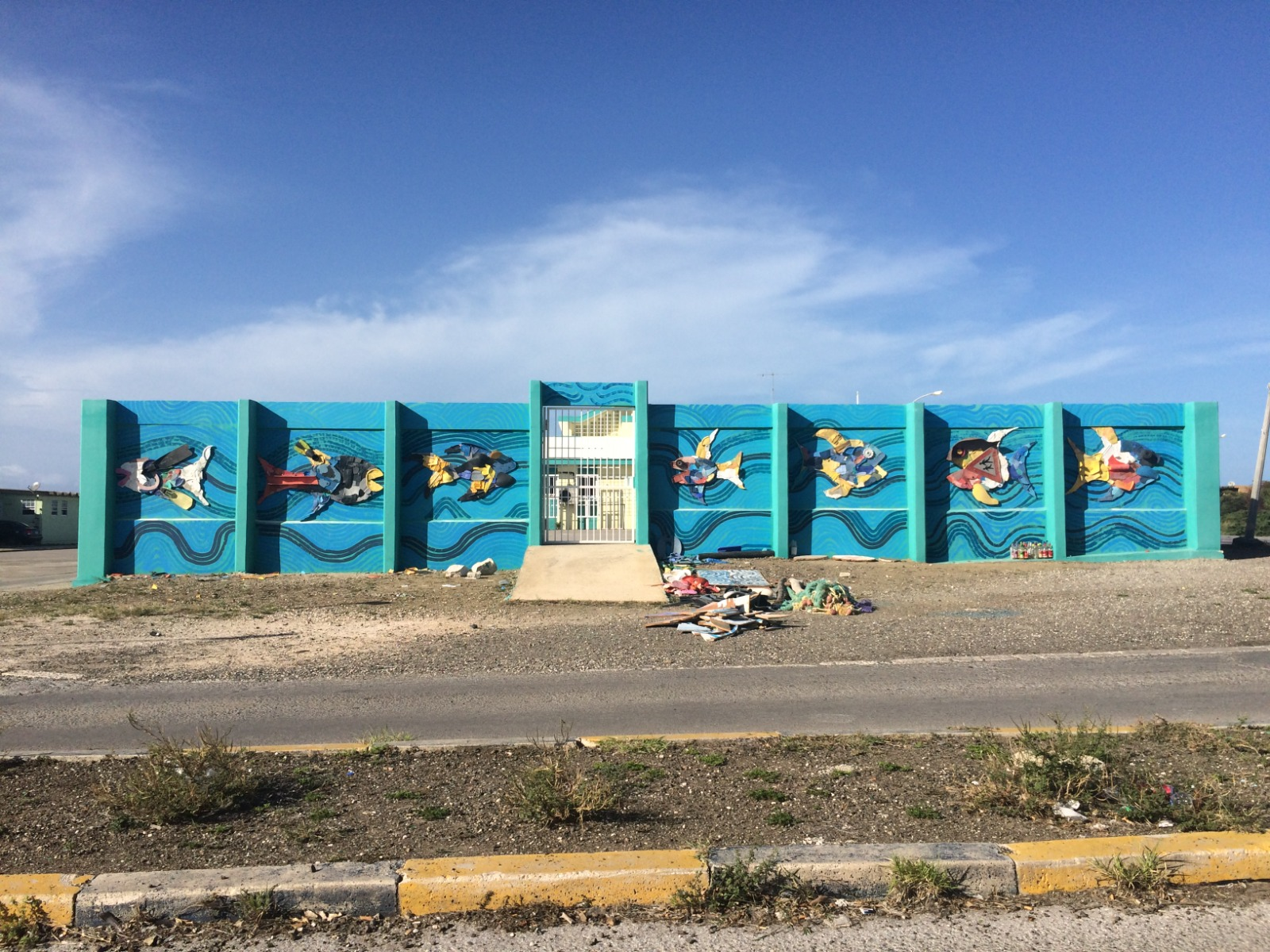
Zeewezens
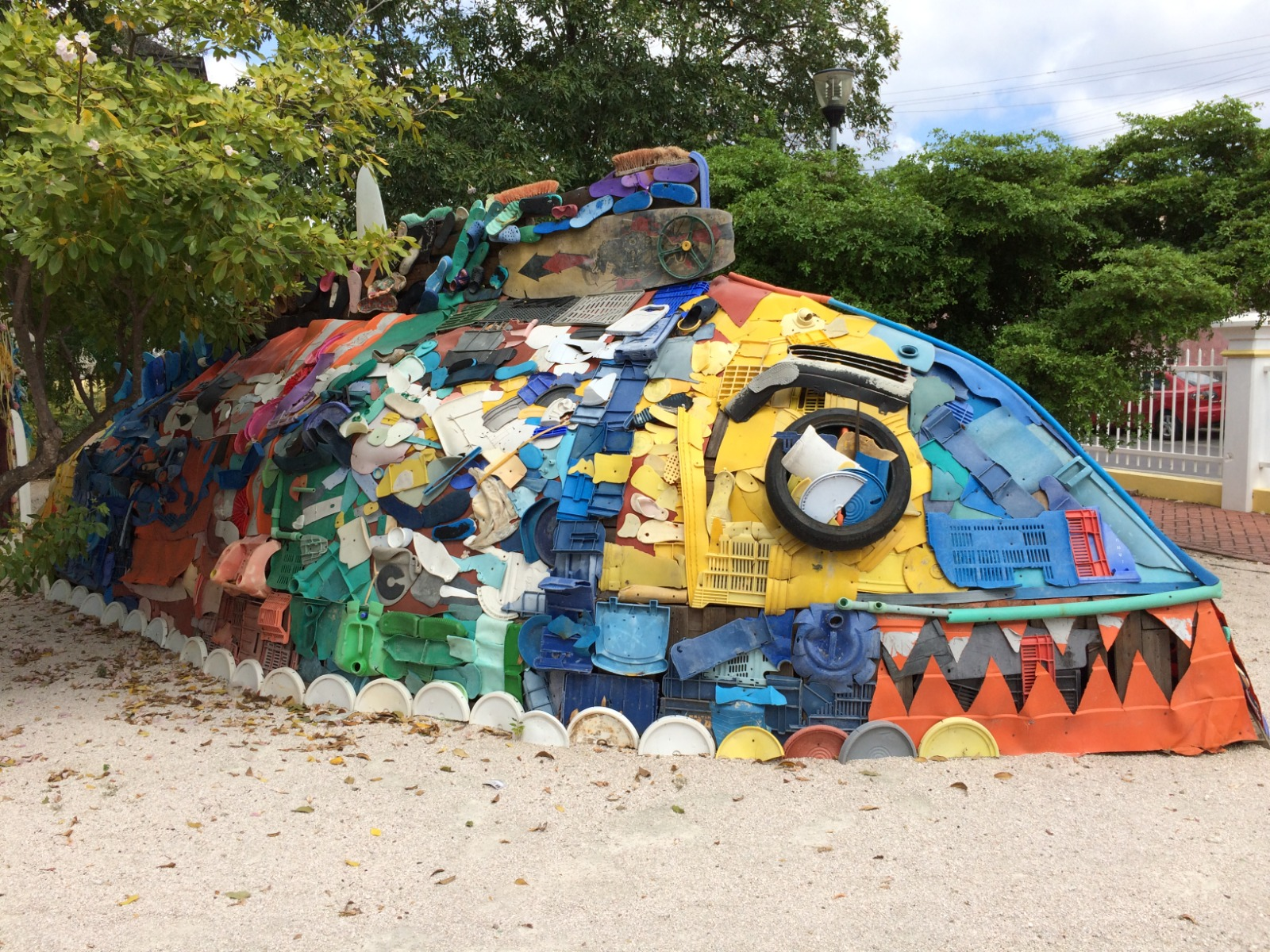
Government Fish